# SAP Open
SAP Open är en tennisturnering som spelas årligen i San Jose, Kalifornien, USA. Den är den näst äldsta tennisturneringen i USA efter US Open och startade 1889. Turneringen är en del av kategorin 250 Series på ATP-touren och spelas inomhus på hardcourt.

## Resultat

### Herrsingel
| Plats         | Upplaga | År   | Mästare                   | Finalist            | Resultat                  |
| ------------- | ------- | ---- | ------------------------- | ------------------- | ------------------------- |
| San José      | 120:e   | 2009 | Radek Stepanek            | Mardy Fish          | 3-6, 6-4, 6-2             |
| San José      | 119:e   | 2008 | Andy Roddick              | Radek Stepanek      | 6-4, 7-5                  |
| San José      | 118:e   | 2007 | Andy Murray               | Ivo Karlović        | 6-7(3-7), 6-4, 7-6(7-2)   |
| San José      | 117:e   | 2006 | Andy Murray               | Lleyton Hewitt      | 2-6, 6-1, 7-6             |
| San José      | 116:e   | 2005 | Andy Roddick              | Cyril Saulnier      | 6-0, 6-4                  |
| San José      | 115:e   | 2004 | Andy Roddick              | Mardy Fish          | 7-6(15-13), 6-4           |
| San José      | 114:e   | 2003 | Andre Agassi              | Davide Sanguinetti  | 6-3, 6-1                  |
| San José      | 113:e   | 2002 | Lleyton Hewitt            | Andre Agassi        | 4-6, 7-6 (8-6), 7-6 (7-4) |
| San José      | 112:e   | 2001 | Greg Rusedski             | Andre Agassi        | 6-3, 6-4                  |
| San José      | 111:e   | 2000 | Mark Philippoussis        | Mikael Tillstrom    | 7-5, 4-6, 6-3             |
| San José      | 110:e   | 1999 | Mark Philippoussis        | Cecil Mamiit        | 6-3, 6-2                  |
| San José      | 109:e   | 1998 | Andre Agassi              | Pete Sampras        | 6-2, 6-4                  |
| San José      | 108:e   | 1997 | Pete Sampras              | Greg Rusedski       | 3-6, 5-0 uppgivet         |
| San José      | 107:e   | 1996 | Pete Sampras              | Andre Agassi        | 6-2, 6-3                  |
| San José      | 106:e   | 1995 | Andre Agassi              | Michael Chang       | 6-2, 1-6, 6-3             |
| San José      | 105:e   | 1994 | Renzo Furlan              | Michael Chang       | 3-6, 6-3, 7-5             |
| San Francisco | 104:e   | 1993 | Andre Agassi              | Brad Gilbert        | 6-2, 6-7(4-7), 6-2        |
| San Francisco | 103:e   | 1992 | Michael Chang             | Jim Courier         | 6-3, 6-3                  |
| San Francisco | 102:a   | 1991 | Darren Cahill             | Brad Gilbert        | 6-2, 3-6, 6-4             |
| San Francisco | 101:a   | 1990 | Andre Agassi              | Todd Witsken        | 6-1, 6-3                  |
| San Francisco | 100:e   | 1989 | Brad Gilbert              | Anders Jarryd       | 7-5, 6-2                  |
| San Francisco | 99:e    | 1988 | Michael Chang             | Johan Kriek         | 6-2, 6-3                  |
| San Francisco | 98:e    | 1987 | Peter Lundgren            | Jim Pugh            | 6-1, 7-5                  |
| San Francisco | 97:e    | 1986 | John McEnroe              | Jimmy Connors       | 7-6, 6-3                  |
| San Francisco | 96:e    | 1985 | Stefan Edberg             | Johan Kriek         | 6-4, 6-2                  |
| San Francisco | 95:e    | 1984 | John McEnroe              | Brad Gilbert        | 6-4, 6-4                  |
| San Francisco | 94:e    | 1983 | Ivan Lendl                | John McEnroe        | 3-6, 7-6, 6-4             |
| San Francisco | 93:e    | 1982 | John McEnroe              | Jimmy Connors       | 6-1, 6-3                  |
| San Francisco | 92:a    | 1981 | Eliot Teltscher           | Brian Teacher       | 6-3, 7-6                  |
| San Francisco | 91:a    | 1980 | Gene Mayer                | Eliot Teltscher     | 6-2, 2-6, 6-1             |
| San Francisco | 90:e    | 1979 | John McEnroe              | Peter Fleming       | 4-6, 7-5, 6-2             |
| San Francisco | 89t:e   | 1978 | John McEnroe              | Dick Stockton       | 2-6, 7-6, 6-2             |
| San Francisco | 88:e    | 1977 | Butch Walts               | Brian Gottfried     | 4-6, 6-3, 7-5             |
| San Francisco | 87:e    | 1976 | Roscoe Tanner             | Brian Gottfried     | 4-6, 7-5, 6-1             |
| San Francisco | 86:e    | 1975 | Arthur Ashe               | Guillermo Vilas     | 6-0, 7-6(7-4)             |
| San Francisco | 85:e    | 1974 | Ross Case                 | Arthur Ashe         | 6-3, 5-7, 6-4             |
| San Francisco | 84:e    | 1973 | Roy Emerson               | Björn Borg          | 5-7, 6-1, 6-4             |
| Albany        | 83:e    | 1972 | Jimmy Connors             | Roscoe Tanner       | 6-2, 7-6                  |
| Berkeley      | 82:a    | 1971 | Rod Laver                 | Ken Rosewall        | 6-4, 6-4, 7-6             |
| Berkeley      | 81:a    | 1970 | Arthur Ashe               | Cliff Richey        | 6-4, 6-2, 6-4             |
| Berkeley      | 80:e    | 1969 | Stan Smith                | Cliff Richey        | 6-2, 6-3                  |
| Berkeley      | 79:e    | 1968 | Stan Smith                | Jim McManus         | 10-8, 6-1, 6-1            |
| Berkeley      | 78:e    | 1967 | Charlie Pasarell          | Cliff Richey        |                           |
| Berkeley      | 77:e    | 1966 | Fred Stolle               | Charlie Pasarell    | 6-4, 2-6, 6-4             |
| Berkeley      | 76:e    | 1965 | Marty Riessen             | Dennis Ralston      | 5-7, 3-6, 6-1, 6-4, 8-6   |
| Berkeley      | 75:e    | 1964 | Manuel Santana            |                     |                           |
| Berkeley      | 74:e    | 1963 | Rafael Osuna              | Whitney Reed        | 3-6, 6-4, 6-1, 6-1        |
| Berkeley      | 73:e    | 1962 | Dennis Ralston            | Jan-Erik Lundquist  |                           |
| Berkeley      | 72:a    | 1961 | Antonio Palafox           |                     |                           |
| Berkeley      | 71:a    | 1960 | Barry MacKay              | Jack Douglas        | 6-3, 6-2, 6-4             |
| Berkeley      | 70:e    | 1959 | Barry MacKay              | Ramanathan Krishnan | 7-5, 6-4, 1-6, 6-2        |
| Berkeley      | 69:e    | 1958 | Budge Patty               | Mike Davies         |                           |
| Berkeley      | 68:e    | 1957 | Sven Davidson             | Vic Seixas          | 7-5, 0-6, 6-1, 6-4        |
| Berkeley      | 67:e    | 1956 | Ashley Cooper             | Luis Ayala          | 4-6, 6-3, 6-4, 6-4        |
| Berkeley      | 66:e    | 1955 | Tony Trabert              | Vic Seixas          | 4-6, 6-3, 6-4, 7-5        |
| Berkeley      | 65:e    | 1954 | Tony Trabert              | Vic Seixas          | 6-3, 6-4, 6-3             |
| Berkeley      | 64:e    | 1953 | Tony Trabert              | Vic Seixas          | 7-5, 6-3, 6-2             |
| Berkeley      | 63:e    | 1952 | Dick Savitt               | Art Larsen          | 10-8, 6-3, 6-4            |
| Berkeley      | 62:a    | 1951 | Ted Schroeder             | Vic Seixas          | 6-4, 6-4, 6-2             |
| Berkeley      | 61:a    | 1950 |                           |                     |                           |
| Berkeley      | 60:e    | 1949 | Ted Schroeder             | Eric Sturgess       | 6-1, 6-3, 6-1             |
| San Francisco | 59:e    | 1948 | Ted Schroeder             | Pancho Gonzalez     | 6-4, 4-6, 6-3, 6-1        |
| San Francisco | 58:e    | 1947 |                           |                     |                           |
| San Francisco | 57:e    | 1946 | Jack Kramer               | Eddie Moylan        | 7-5, 4-6, 7-5, 6-3        |
| San Francisco | 56:e    | 1945 | Pfc. Tom Brown            | Harry Likas         | 6-2, 2-6, 6-3             |
| San Francisco | 55:e    | 1944 | Lt. Edwin Amark           | Morey Lewis         | 6-4, 6-4, 6-2             |
| San Francisco | 54:e    | 1943 |                           |                     |                           |
| San Francisco | 53:e    | 1942 |                           |                     |                           |
| Berkeley      | 52:a    | 1941 | Frank Kovacs              | Bobby Riggs         | 6-2, 6-2, 6-1             |
| Berkeley      | 51:a    | 1940 | Bobby Riggs               | Frank Kovacs        | 6-4, 2-6, 6-2             |
| Berkeley      | 50:e    | 1939 | Bobby Riggs               |                     |                           |
| Berkeley      | 49:e    | 1938 | Harry Hopman Jack Tidball |                     |                           |
| Berkeley      | 48:e    | 1937 | Don Budge                 | Bobby Riggs         | 4-6, 6-3, 6-2, 6-4        |
| Berkeley      | 47:e    | 1936 | Don Budge                 | Walter Senior       | 6-1, 6-0, 6-3             |
| Berkeley      | 46:e    | 1935 | Don Budge                 | Bobby Riggs         | 6-2, 6-0, 7-9, 6-4        |
| Berkeley      | 45:e    | 1934 | Fred Perry                | Don Budge           | 3-6, 6-4, 7-5, 1-6, 7-5   |
| San Francisco | 44:e    | 1933 | Lester Stoefen            | Keith Gledhill      |                           |
| San Francisco | 43:e    | 1932 | Fred Perry                | Henry Austin        | 3-6, 6-4, 8-6, 6-1        |
| San Francisco | 42:a    | 1931 | Ellsworth Vines           | Fred Perry          | 6-3, 21-19, 6-0           |
| Berkeley      | 41:a    | 1930 | George Lott               | Keith Gledhill      | 6-3, 6-2, 6-1             |
| Berkeley      | 38:e    | 1927 | William "Bill" Johnston   | Clarence Griffin    | 6-2, 6-1, 6-3             |
| Berkeley      | 37:e    | 1926 | William "Bill" Johnston   |                     |                           |
| Berkeley      | 35:e    | 1924 | Howard Kinsey             | Clarence Griffin    | 2-6, 5-7, 6-2, 7-5, 6-4   |
| Berkeley      | 34:e    | 1923 | Howard Kinsey             | Clarence Griffin    |                           |
| Berkeley      | 33:e ?  | 1922 | William "Bill" Johnston   | Bill Tilden         | 7-5, 7-9, 6-1, 6-0        |
| San Rafael    | 8:e     | 1896 | Sumner Hardy              |                     |                           |
| San Rafael    | 7:e     | 1895 | Sumner Hardy              | San Hardy           | 6-3, 4-6, 8-6, 6-2        |
| San Rafael    | 2:a     | 1890 |                           |                     |                           |
| Monterey      | 1:a     | 1889 |                           |                     |                           |

### Herrdubbel
| Plats         | År   | Mästare                             | Finalister                          | Resultat                |
| ------------- | ---- | ----------------------------------- | ----------------------------------- | ----------------------- |
| San José      | 2008 | Scott Lipsky David Martin           | Bob Bryan Mike Bryan                | 7-6 (7-4), 7-5          |
| San José      | 2007 | Eric Butorac Jamie Murray           | Chris Haggard Rainer Schüttler      | 7-5, 7-6 (8-6)          |
| San José      | 2006 | John McEnroe Jonas Björkman         | Paul Goldstein Jim Thomas           | 7-6 (7-2), 4-6, 10-7    |
| San José      | 2005 | Wayne Arthurs Paul Hanley           | Yves Allegro Michael Kohlmann       | 7-6(7-4), 6-4           |
| San José      | 2004 | James Blake Mardy Fish              | Rick Leach Brian MacPhie            | 6-2, 7-5                |
| San José      | 2003 | Hyung-Taik Lee Vladimir Voltchkov   | Paul Goldstein Robert Kendrick      | 7-5, 4-6, 6-3           |
| San José      | 2002 | Wayne Black Kevin Ullyett           | John-Laffnie de Jager Robbie Koenig | 6-3, 4-6, 10-5          |
| San José      | 2001 | Mark Knowles Brian MacPhie          | Jan-Michael Gambill Jonathan Stark  | 6-3, 7-6(7-4)           |
| San José      | 2000 | Jan-Michael Gambill Scott Humphries | Lucas Arnold Ker Eric Taino         | 6-1, 6-4                |
| San José      | 1999 | Todd Woodbridge Mark Woodforde      | Aleksandar Kitinov Nenad Zimonjić   | 7-5, 6-7(3-7), 6-4      |
| San José      | 1998 | Todd Woodbridge Mark Woodforde      | Nelson Aerts André Sá               | 6-1, 7-5                |
| San José      | 1997 | Brian MacPhie Gary Muller           | Mark Knowles Daniel Nestor          | 4-6, 7-6, 7-5           |
| San José      | 1996 | Trevor Kronemann David Macpherson   | Richey Reneberg Jonathan Stark      | 6-4, 3-6, 6-3           |
| San José      | 1995 | Jim Grabb Patrick McEnroe           | Alex O'Brien Sandon Stolle          | 3-6, 7-5, 6-0           |
| San José      | 1994 | Rick Leach Jared Palmer             | Byron Black Jonathan Stark          | 4-6, 6-4, 6-4           |
| San Francisco | 1993 | Scott Davis Jacco Eltingh           | Patrick McEnroe Jonathan Stark      | 6-1, 4-6, 7-5           |
| San Francisco | 1992 | Jim Grabb Richey Reneberg           | Pieter Aldrich Danie Visser         | 6-4, 7-5                |
| San Francisco | 1991 | Wally Masur Jason Stoltenberg       | Ronnie Bathman Rikard Bergh         | 4-6, 7-6, 6-4           |
| San Francisco | 1990 | Kelly Jones Robert Van't Hof        | Glenn Layendecker Richey Reneberg   | 2-6, 7-6, 6-3           |
| San Francisco | 1989 | Pieter Aldrich Danie Visser         | Paul Annacone Christo Van Rensburg  | 6-4, 6-3                |
| San Francisco | 1988 | John McEnroe Mark Woodforde         | Rick Leach Jim Pugh                 | 6-4, 7-6                |
| San Francisco | 1987 | Jim Grabb Patrick McEnroe           | Glenn Layendecker Todd Witsken      | 6-2, 0-6, 6-4           |
| San Francisco | 1986 | Peter Fleming John McEnroe          | Mike De Palmer Gary Donnelly        | 6-4, 7-6                |
| San Francisco | 1985 | Paul Annacone Christo Van Rensburg  | Brad Gilbert Sandy Mayer            | 3-6, 6-3, 6-4           |
| San Francisco | 1984 | Peter Fleming John McEnroe          | Mike De Palmer Sammy Giammalva Jr.  | 6-3, 6-4                |
| San Francisco | 1983 | Peter Fleming Patrick McEnroe       | Ivan Lendl Vincent Van Patten       | 6-1, 6-2                |
| San Francisco | 1982 | Fritz Buehning Brian Teacher        | Martin Davis Chris Dunk             | 6-7(5-7), 6-2, 7-5      |
| San Francisco | 1981 | Peter Fleming John McEnroe          | Mark Edmondson Sherwood Stewart     | 6-2, 6-2                |
| San Francisco | 1980 | Peter Fleming John McEnroe          | Gene Mayer Sandy Mayer              | 6-4, 6-3,               |
| San Francisco | 1979 | Peter Fleming John McEnroe          | Wojtek Fibak Frew McMillan          | 6-2, 6-3                |
| San Francisco | 1978 | Peter Fleming John McEnroe          | Robert Lutz Stan Smith              | 5-7, 6-4, 6-4           |
| San Francisco | 1977 | Marty Riessen Dick Stockton         | Fred McNair Sherwood Stewart        | 6-4, 1-6, 6-4           |
| San Francisco | 1976 | Dick Stockton Roscoe Tanner         | Brian Gottfried Bob Hewitt          | 6-3, 6-4                |
| San Francisco | 1975 | Fred McNair Sherwood Stewart        | Allan Stone Kim Warwick             | 6-2, 7-6(7-3)           |
| San Francisco | 1974 | Robert Lutz Stan Smith              | John Alexander Syd Ball             | 7-5, 6-7(5-7), 6-4      |
| San Francisco | 1973 | Roy Emerson Stan Smith              | Ove Nils Bengtson Jim McManus       | 6-2, 6-1                |
| Albany        | 1972 | Bob Hewitt Frew McMillan            | Ove Nils Bengtson Björn Borg        | 6-4, 6-2                |
| Berkeley      | 1971 | Roy Emerson Rod Laver               | Ken Rosewall Fred Stolle            | 6-3, 6-3                |
| Berkeley      | 1970 | Robert Lutz Stan Smith              | Roy Barth Tom Gorman                | 6-2, 7-5, 4-6, 6-2      |
| Berkeley      | 1969 | Stan Smith Thomas Koch              | Terry Addison Ray Keldie            | 6-1, 6-3                |
| Berkeley      | 1967 | Martin Riessen Clark Graebner       | Bob Hewitt Ray Moor                 | 6-4, 12-10              |
| Berkeley      | 1963 | Rafael Osuna Antonio Palafox        | Bill Bond Tom Edlefsen              | 4-6, 6-4, 6-4, 6-4      |
| Berkeley      | 1960 | Cliff Mayne Hugh Ditzler            | Bill Crosby Whitney Reed            | 5-7, 6-4, 6-4, 6-2      |
| Berkeley      | 1959 | Noel Brown Hugh Stewart             | Barry MacKay William Quillian       | 6-4, 10-8, 1-6, 7-5     |
| Berkeley      | 1957 | Kurt Nielsen Robert Howe            | Sven Davidson Luis Ayala            | 4-6, 22-20, 6-3         |
| Berkeley      | 1956 | Sidney Schwartz Hugh Stewart        | Luis Ayala Ulf Schmit               | 6-4, 3-6, 7-5           |
| Berkeley      | 1955 | Tony Trabert Vic Sexias             | Enrique Morea Roger Becker          | 6-3, 6-4                |
| Berkeley      | 1953 | Tony Trabert Vic Sexias             | Enrique Morea Hugh Stewart          | 6-4, 6-2, 6-4           |
| Berkeley      | 1952 | Dick Savitt Vic Seixas              | Art Larsen Noel Brown               | 2-6, 6-4, 2-6, 6-2, 7-5 |
| Berkeley      | 1951 | Ted Schroeder Budge Patty           | Vic Seixas Hamilton Richardson      | 5-7, 6-3, 6-2, 7-5      |
| Berkeley      | 1949 | Ted Schroeder Eric Sturgess         | Jaroslav Drobný Vladimir Cernik     | 6-3, 4-6, 7-9, 6-4      |
| San Francisco | 1946 | Jack Kramer Bob Falkenberg          | Seymour Greenberg Lennart Bergelin  | 6-3, 6-3, 9-7           |
| San Francisco | 1945 | Pfc. Tom Brown Harry Buttimer       | Edwin Amark Capt. Myron McNamara    | 8-1, 6-3, 6-4           |
| San Francisco | 1944 | Gerald Stratford Howard Blethen     | Sgt. Jack Gurley Nick Carter        | 5-7, 8-6, 6-4           |
| Berkeley      | 1938 | Harry Hopman Leonard Schwartz       | Jack Bromwich Adrian Quist          | 7-5, 2-6, 6-1, 6-0      |
| Berkeley      | 1936 | Don Budge Henry Culley              | Wayne Sabin Elwood Cooke            | 6-4, 9-7, 6-3           |
| Berkeley      | 1935 | Don Budge Gene Smith                | Wayne Sabin Howard Blethn           | 6-2, 6-3, 7-5           |
| Berkeley      | 1934 | Don Budge Gene Mako                 | Gerald Statford Phil Neer           | 6-3, 8-6, 3-6, 6-1      |
| San Francisco | 1933 | Gerald Stratford Phil Neer          | Joe Coughlin Lester Stoefen         | 6-2, 6-3, 6-4           |
| San Francisco | 1932 | Phil Neer Ed Levy                   | Jiro Satoh Takao Kuwabara           | 6-1, 6-1, 0-6, 1-6, 6-3 |
| San Francisco | 1931 | Lester Stoefen Sidney Wood          | Hughes Fred Perry                   | 6-4, 6-4, 6-3           |
| Berkeley      | 1930 | Wilmer Allison John Van Ryn         | Cranston Holman Gerald Stratford    | 7-5, 6-3, 6-0           |
| Berkeley      | 1924 | Howard Kinsey Clarence Griffin      | Roland Roberts Fottrels             | walk over               |

### Damsingel
| Plats         | År    | Mästare                    | Finalist                  | Resultat        |
| ------------- | ----- | -------------------------- | ------------------------- | --------------- |
| Oakland       | 1972  | Margaret Court             | Billie Jean King          | 6-2, 6-4        |
| Berkeley      | 1971  | Marcie Louie               | Barbara Downs             | 7-5, 6-3        |
| Berkeley      | 1970  | Nancy Richey               | Rosemary Casals           | 7-6, 6-4        |
| Berkeley      | 1969  | Margaret Court             | Winnie Shaw               | 6-4, 5-7, 6-0   |
| Berkeley      | 1968  | Margaret Court             | Maria Bueno               | 6-4, 7-5        |
| Berkeley      | 1967  | Francoise Durr             | Carole Caldwell Graebner  | 6-4, 6-3        |
| Berkeley      | 1966  | Maria Bueno                | Rosemary Casals           | 6-4, 2-6, 6-1   |
| Berkeley      | 1965  | Judy Tegart Dalton         | Rosemary Casals           | 6-4, 3-6, 7-5   |
| Berkeley      | 1964  | Judy Tegart Dalton         | Mimi Arnold               | 6-2, 6-4        |
| Berkeley      | 1963  | Darlene Hard               | Maria Bueno               | 6-3, 6-3        |
| Berkeley      | 1962  | Darlene Hard               | Renee Schuurman Haygarth  | 6-3, 6-3        |
| Berkeley      | 1961  | Darlene Hard               | Ann Haydon Jones          | 3-6, 7-5, 6-3   |
| Berkeley      | 1960  | Darlene Hard               | Ann Haydon Jones          | 6-2, 6-3        |
| Berkeley      | 1959  | Dorothy Head Knode         | Ann Haydon Jones          | 7-5, 6-4        |
| Berkeley      | 1958  | Christine Truman Janes     | Darlene Hard              | 6-2, 6-4        |
| Berkeley      | 1957  | Althea Gibson              | Louise Brough             | 6-4, 6-3        |
| Berkeley      | 1956  | Shirley Bloomer Brasher    | Dorothy Bundy Cheney      | 6-0, 6-1        |
| Berkeley      | 1955  | Angela Mortimer Barrett    | Shirley Bloomer Brasher   | 4-6, 6-3, 6-4   |
| Berkeley      | 1954  | Virginia Wolfenden Kovacs  | Anne Shilcock             | 9-7, 6-1        |
| Berkeley      | 1953  | Maureen Connolly Brinker   | Shirley Fry Irvin         | 6-0, 9-7        |
| Berkeley      | 1952  | Shirley Fry Irvin          | Thelma Coyne Long         | 7-9, 6-2, 6-4   |
| Berkeley      | 1951  | Dorothy Head Knode         | Anita Kanter              | 4-6, 13-11, 6-0 |
| Berkeley      | 1950* | Patricia Canning Todd      | Magda Rurac               | 6-2, 6-1        |
| San Francisco | 1949* | Doris Hart                 | Dorothy Head Knode        | 6-3, 6-4        |
| San Francisco | 1948* | Gertrude Moran             | Virginia Wolfenden Kovacs | 2-6, 6-1, 6-2   |
| San Francisco | 1947  | Margaret Osborne duPont    | Barber Krase              | 6-4, 6-1        |
| San Francisco | 1946  | Spelades inte              | Spelades inte             | Spelades inte   |
| San Francisco | 1945  | Pauline Betz Addie         | Margaret Osborne duPont   | 6-2, 7-5        |
| San Francisco | 1944  | Margaret Osborne duPont    | Louise Brough Clapp       | 8-6, 3-6, 8-6   |
| San Francisco | 1943  | Louise Brough Clapp        | Margaret Osborne duPont   | 6-4, 2-6, 6-2   |
| San Francisco | 1942  | Margaret Osborne duPont    | Barber Krase              | 6-1, 6-0        |
| Berkeley      | 1941  | Margaret Osborne duPont    | Patricia Canning Todd     | 10-8, 2-6, 6-3  |
| Berkeley      | 1940  | Virginia Wolfenden Kovacs  | Helen Jacobs              | 6-4, 6-2        |
| Berkeley      | 1939  | Sarah Palfrey Cooke        | Virginia Wolfenden Kovacs | 6-4, 6-1        |
| Berkeley      | 1938  | Simone Mathieu             | Nancye Wynne Bolton       | 6-1, 6-0        |
| Berkeley      | 1937  | Anita Lizana               | Margot Lumb               | 6-2, 6-2        |
| Berkeley      | 1936  | Margaret Osborne duPont    | Virginia Wolfenden Kovacs | 0-6, 6-1, 6-3   |
| Berkeley      | 1935  | Ethel Arnold               | Carolin Babcock Stark     | 6-3, 6-3        |
| Berkeley      | 1934  | Katherine Stammers Bullitt | Freda James               | 3-6, 6-4, 6-3   |
| San Francisco | 1933  | Alice Marble               | Dorothy Round Little      | 6-4, 6-1        |
| San Francisco | 1932  | Alice Marble               | L.A. Harper               | 6-2, 6-2        |
| Berkeley      | 1931  | Edith Cross                | Dorothy Weisel            | 6-4, 2-6, 7-5   |
| Berkeley      | 1930  | Helen Wills Moody          | L.A. Harper               | 6-3, 6-1        |
| Berkeley      | 1929  | Ethel Burkhardt            |                           |                 |
| Berkeley      | 1928  | Edith Cross                |                           |                 |
| Berkeley      | 1927  | Helen Jacobs               |                           |                 |
| Berkeley      | 1926  | Helen Jacobs               | Helen Baker               | 3-6, 6-4, 6-0   |
| Berkeley      | 1925  | Helen Wills Moody          | Charlotte Hosmer Chapin   | 6-4, 6-0        |
| Berkeley      | 1924  | Charlotte Hosmer Chapin    | Avery Fillett             | 8-6, 2-6, 6-3   |
| Berkeley      | 1923  | Helen Wills Moody          |                           |                 |
| Berkeley      | 1922  | Helen Wills Moody          | Ream Leachman             | 6-1, 6-0        |

- Mellan 1948 och 1950 var Pacific Coast Championships kombinerad med U.S. Women's Hardcourt Championships.

### Damdubbel
| Plats         | År   | Mästare                                     | Finalister                                    | Resultat      |
| ------------- | ---- | ------------------------------------------- | --------------------------------------------- | ------------- |
| Berkeley      | 1969 | Margaret Court Leslie Hunt                  | Kerry Harris Winnie Shaw                      | 6-3, 6-4      |
| Berkeley      | 1967 | Rosemary Casals Billie Jean King            | Francoise Durr Judy Tegart Dalton             | 6-3, 6-4      |
| Berkeley      | 1965 | Judy Tegart Dalton Carole Caldwell Graebner | Rosemary Casals Cecelia Martinez              | 6-1, 6-2      |
| Berkeley      | 1963 | Darlene Hard Maria Bueno                    | Deidre Catt Elizabeth Starkie                 | 6-0, 6-4      |
| Berkeley      | 1960 | Darlene Hard Maria Bueno                    | Christine Truman Janes Ann Haydon Jones       | 6-2, 6-2      |
| Berkeley      | 1959 | Janet Hopps Farel Footman                   | Ann Haydon Jones Dorothy Head Knode           | 5-7, 6-4, 6-4 |
| Berkeley      | 1957 | Janet Hopps Mary Bevis Hawton               | Louise Brough Clapp Barbara Scofield Davidson | 3-6, 6-4, 6-2 |
| Berkeley      | 1956 | Shirley Bloomer Brasher Martha Hernandez    | Dorothy Bundy Cheney Margaret Warren          | 6-3, 6-0      |
| Berkeley      | 1955 | Angela Mortimer Barrett Angela Buxton       | Shirley Bloomer Brasher Barbara Bradley       | 7-5, 6-3      |
| Berkeley      | 1953 | Maureen Connolly Brinker Nell Hall Hopman   | Dorothy Bundy Cheney Margaret Warren          | 6-3, 9-7      |
| Berkeley      | 1951 | Dorothy Head Knode Janet Hopps              | Patricia Ward Hales Helen Fletcher            | 6-1, 6-2      |
| Berkeley      | 1949 | Gertrude Moran Virginia Wolfenden Kovacs    | Doris Hart Shirley Fry Irvin                  | 6-2, 6-4      |
| San Francisco | 1946 | Margaret Osborne duPont & Barber Krase      | Dorothy Head Knode Phyliss Hunter             | 6-2, 6-1      |
| San Francisco | 1945 | Margaret Osborne duPont Louise Brough Clapp | Dorothy Head Knode Phyliss Hunter             | 6-1, 6-3      |
| Berkeley      | 1940 | Mary Hardwick Margaret Osborne duPont       | Gracyn Wheeler Kelleher Jacque Nelson         | 6-4, 6-4      |
| Berkeley      | 1937 | Kay Stammers Bullitt Freda James            | Helen Jacobs Dorothy Workman                  | 6-4, 6-4      |
| Berkeley      | 1934 | Freda James Betty Nuthall Shoemaker         | Gussie Raegener Margaret Osborne duPont       | 6-3, 6-2      |
| San Francisco | 1933 | Dorothy Round Little Mary Heeley            | Alice Marble Elizabeth Ryan                   | 1-6, 6-2, 6-4 |
| San Francisco | 1932 | Edith Cross L.A. Harper                     | Alice Marble Golda Gross                      | 6-3, 6-2      |
| Berkeley      | 1930 | L.A. Harper Edith Cross                     | Marjorie Gladman Majorie Morrill              | 4-6, 6-3, 6-2 |
| Berkeley      | 1924 | Avery Filett Carolyn Swartz                 | Ream Leachman Golda Gross                     | 1-6, 6-1, 6-4 |
| Berkeley      | 1923 | Hazel Hotchkiss Wightman Helen Wills Moody  | J.C. Cushing Carmen Tarillon                  | 6-2, 6-2      |

### Mixed dubbel
| Plats         | År   | Mästare                                 | Finalister                              | Resultat       |
| ------------- | ---- | --------------------------------------- | --------------------------------------- | -------------- |
| Berkeley      | 1967 | Rosemary Casals Martin Riessen          | Judy Heldman Turben Ulrich              | 6-1, 6-4       |
| Berkeley      | 1965 | Judy Tegart Dalton Jim McManus          | Lynne Abbes Donald Dell                 | 6-2, 6-1       |
| Berkeley      | 1960 | Carole Caldwell Graebner Chris Caldwell | Billie Jean King Antonio Palafox        | 4-6, 6-3, 6-4  |
| Berkeley      | 1959 | Janet Hopps Ramanathan Krishnan         | Mary Ann Mitchell Don Kirbow            | 6-2, 6-3       |
| Berkeley      | 1955 | Barbara Bradley Enrique Morea           | Barbara Buxton Gardner Mulloy           | 6-3            |
| Berkeley      | 1953 | Shirley Fry Irvin Enrique Morea         | Dorothy Bundy Cheney Gil Shea           | 6-2, 6-4       |
| Berkeley      | 1951 | Virginia Kovacs Conway Catton           | Anita Kanter Fed Fisher                 | 6-4, 7-5       |
| Berkeley      | 1949 | Doris Hart Eric Sturgess                | Wilma Smith Gianni Cucelli              | 6-1, 11-9      |
| San Francisco | 1945 | Virginia Kovacs Pfc. Tom Brown          | Pauline Betz Addie Capt. Myron McNamara | 7-5, 6-3       |
| San Francisco | 1944 | Margaret Osborne duPont Lt. Edwin Amark | Virginia Kovacs Pvt. Tom Brown          | 6-4, 2-6, 7-5  |
| Berkeley      | 1940 | Viginia Wolfenden Jack Kramer           | Valerie Scott Bobby Riggs               | 7-5, 3-6, 6-4  |
| Berkeley      | 1937 | Helen Wills Moody Don Budge             | Kay Stammers Gerald Stratford           | 6-2, 4-6, 6-3  |
| Berkeley      | 1936 | Helen Wills Moody Don Budge             | Helen Hull Jacobs Henry Culley          | 5-7, 10-8, 6-4 |
| Berkeley      | 1935 | Freda James Don Budge                   | Ethel Babcock Wilmer Hines              |                |
| San Francisco | 1931 | Helen Wills Moody George Lott           | Edith Cross G.P. Hughes                 | 6-3, 3-6, 6-0  |
| Berkeley      | 1930 | Helen Wills Moody George Lott           | Edith Cross Wilmer Allison              | 6-2, 7-5       |